# Toh Ee Wei

Toh Ee Wei 2024

Toh Ee Wei (* 18. September 2000 in Malakka) ist eine malaysische Badmintonspielerin.

## Karriere
Toh Ee Wei siegte 2022 im Mixed gemeinsam mit Chen Tang Jie bei den Bangladesh International, den Malaysia International und den Iran Fajr International. 2023 waren beide bei den Orléans Masters und den Taipei Open erfolgreich. Bei den Olympischen Spielen 2024 in Paris wurden beide im  Mixed Fünfte.

## Erfolge

### Juniorenweltmeisterschaften
Damendoppel
| Jahr | Ort                                    | Partner    | Gegner                  | Ergebnis     | Resultat |
| ---- | -------------------------------------- | ---------- | ----------------------- | ------------ | -------- |
| 2018 | Markham Pan Am Centre, Markham, Canada | Pearly Tan | Liu Xuanxuan Xia Yuting | 16–21, 16–21 | Silber   |

Mixed
| Jahr | Ort                         | Partner       | Gegner           | Ergebnis     | Resultat |
| ---- | --------------------------- | ------------- | ---------------- | ------------ | -------- |
| 2016 | Bilbao Arena, Bilbao, Spain | Chen Tang Jie | He Jiting Du Yue | 14–21, 11–21 | Bronze   |

### Juniorenasienmeisterschaften
Damendoppel
| Jahr | Ort                                                       | Partner    | Gegner                                 | Ergebnis     | Resultat |
| ---- | --------------------------------------------------------- | ---------- | -------------------------------------- | ------------ | -------- |
| 2018 | Jaya Raya Sports Hall Training Center, Jakarta, Indonesia | Pearly Tan | Febriana Dwipuji Kusuma Ribka Sugiarto | 12–21, 16–21 | Silber   |

### BWF World Tour
Mixed
| Jahr | Wettbewerb            | Level             | Partner       | Gegner                                         | Ergebnis            | Resultat |
| ---- | --------------------- | ----------------- | ------------- | ---------------------------------------------- | ------------------- | -------- |
| 2023 | Orléans Masters       | Super 300         | Chen Tang Jie | Ye Hong-wei Lee Chia-hsin                      | 21–19, 21–17        | Sieger   |
| 2023 | Chinese Taipei Open   | Super 300         | Chen Tang Jie | Chiu Hsiang-chieh Lin Xiao-min                 | 21–12, 21–8         | Sieger   |
| 2024 | Thailand Masters      | Super 300         | Chen Tang Jie | Dechapol Puavaranukroh Sapsiree Taerattanachai | 12–21, 18–21        | Finalist |
| 2024 | Swiss Open            | Super 300         | Chen Tang Jie | Goh Soon Huat Shevon Jemie Lai                 | 16–21, 13–21        | Finalist |
| 2024 | Korea Open            | Super 500         | Chen Tang Jie | Guo Xinwa Li Qian                              | 17–21, 21–13, 21–13 | Sieger   |
| 2024 | BWF World Tour Finals | World Tour Finals | Chen Tang Jie | Zheng Siwei Huang Yaqiong                      | 18–21, 21–14, 17–21 | Finalist |

### BWF International Challenge/Series
Mixed
| Jahr | Wettbewerb               | Partner         | Gegner                                       | Ergebnis            | Resultat |
| ---- | ------------------------ | --------------- | -------------------------------------------- | ------------------- | -------- |
| 2021 | Polish Open              | Choong Hon Jian | Nicolas A. Müller Ronja Stern                | 21–16, 21–12        | Sieger   |
| 2021 | Slovenian International  | Choong Hon Jian | Putra Erwiansyah Sofy Al Mushira Asharunnisa | 21–18, 21–18        | Sieger   |
| 2021 | Austrian Open            | Choong Hon Jian | William Villeger Sharone Bauer               | 16–21, 21–9, 21–19  | Sieger   |
| 2022 | Bangladesh International | Chen Tang Jie   | Phatharathorn Nipornram Alisa Sapniti        | 21–15, 21–13        | Sieger   |
| 2022 | Malaysia International   | Chen Tang Jie   | Hoo Pang Ron Teoh Mei Xing                   | 21–18, 15–21, 19–21 | Finalist |
| 2023 | Iran Fajr International  | Chen Tang Jie   | Hoo Pang Ron Teoh Mei Xing                   | 21–19, 21–15        | Sieger   |